# Tumor de células de la granulosa
Los tumores de células de la granulosa o tumores de teca-granulosa son tumores de las células que forman parte de la capa granulosa del ovario. Son parte de un grupo de tumores y neoplasias del ovario llamadas en conjunto Tumores de los cordones sexuales. Aunque pueden aparecer a cualquier edad, la edad promedio de aparición de estos tumores está entre 50-55 años, existiendo así, una variedad juvenil y una del adulto.

## Cuadro clínico
Los tumores funcionales producen estrógeno y la presentación clínica depende de la edad de la paciente:
- Si la paciente está en el período postmenopáusica, por lo general tendrá hemorragia uterina disfuncional;
- Si la paciente está en el período reproductivo de su vida, presentará con menometrorragia;
- Si la paciente está en el período previo a la pubertad, se notará una precocidad isosexual.

## Histología
La característica macroscópica más peculiar de los tumores de células de la granulosa es la superficie lisa y sólida y quística de la lesión y por lo general llenas de sangre. Aunque poco frecuente, es característico ver sangre peritoneal (hemoperitoneo). De las variedades histológicas, todas tienen dos elementos comunes:
- Cuerpos de Call-Exner que son células de la granulosa dispuestas desordenadamente alrededor de un espacio lleno de fluido eosinofílico;
- Núcleos uniformes y pálidos, frecuentemente con ranuras longuitudinales (grano de café).